# Programa Sentinel

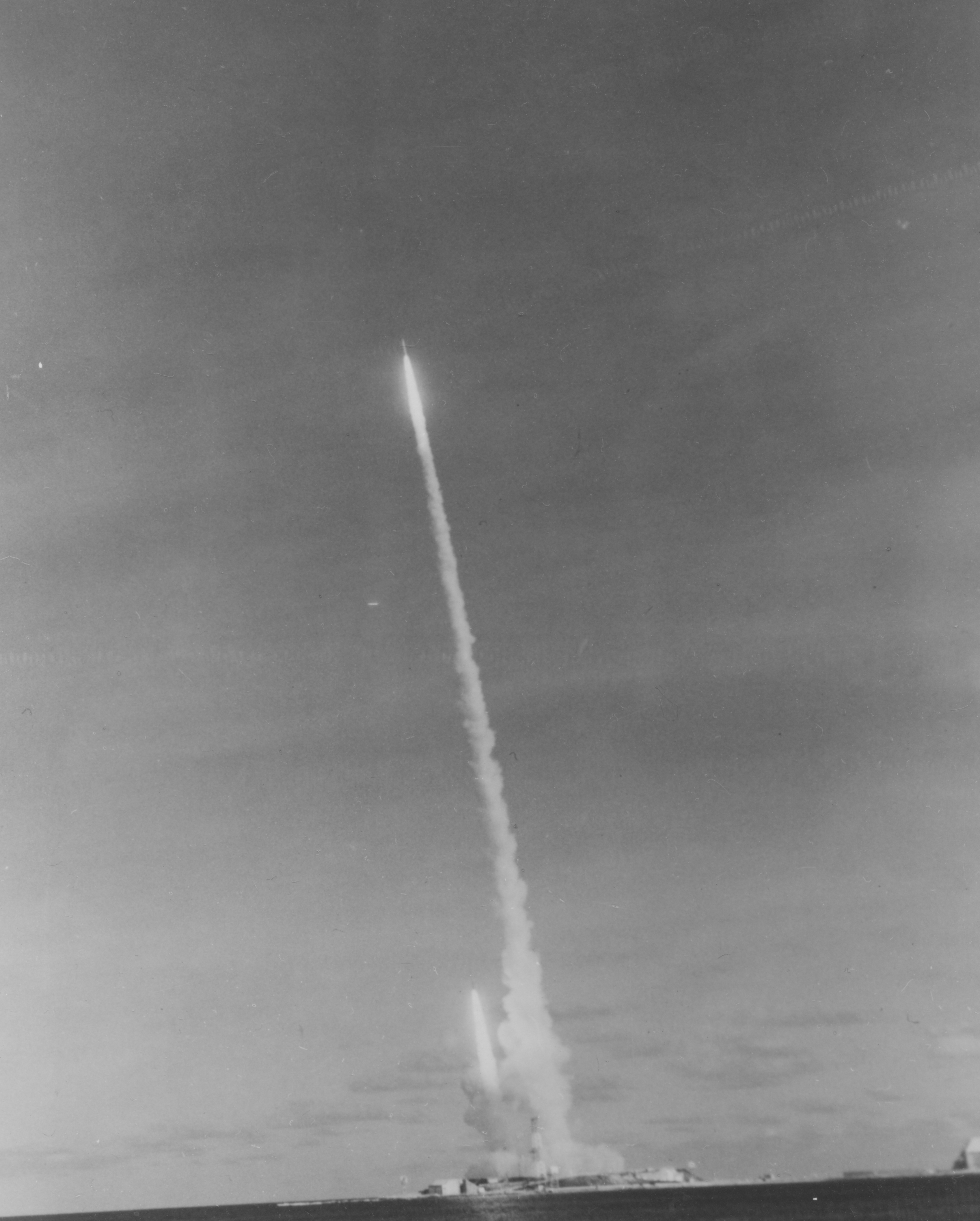
Los misiles Spartan formaron la columna vertebral del sistema Sentinel. Este lanzamiento dual desde la isla Meck en el Pacífico Sur interceptó con éxito un vehículo de reentrada lanzado desde la Base de la Fuerza Aérea Vandenberg en California.

Sentinel era un sistema de misiles antibalísticos (ABM) propuesto por el ejército de Estados Unidos diseñado para proporcionar una capa ligera de protección en todo Estados Unidos, capaz de defenderse contra pequeños ataques de misiles balísticos intercontinentales como los que se esperan de China, o lanzamientos accidentales desde la URSS u otros Estados. El sistema tendría diecisiete bases, cada una centrada en su radar de sitio de misiles (MSR) y un centro de comando computarizado enterrado debajo de él. El sistema estaba respaldado por una serie de cinco radares de adquisición perimetral (PAR) de largo alcance repartidos por la zona fronteriza entre Estados Unidos y Canadá y otro en Alaska. El arma principal era el misil Spartan de largo alcance, con misiles Sprint de corto alcance proporcionando protección adicional cerca de campos de misiles balísticos intercontinentales y sitios PAR de EE. UU. El sistema contaría inicialmente con un total de 480 misiles Spartan y 192 Sprint.
Sentinel fue una respuesta al rápido aumento de los costes del programa anterior Nike-X. Nike-X fue diseñado para manejar ataques completos por parte de la fuerza soviética de misiles balísticos intercontinentales de miles de misiles, almacenando más interceptores que los soviéticos tenían misiles balísticos intercontinentales. A medida que crecía el número de misiles balísticos intercontinentales soviéticos, se disparaba el número de misiles interceptores necesarios para mantener la defensa.  Los cálculos sugerían que defenderse de los misiles soviéticos costaría veinte veces más de lo que les costó a los soviéticos construirlos. Robert McNamara consideró que el despliegue de Nike-X incitaría a los soviéticos a producir más misiles y, por tanto, aumentaría las probabilidades de una guerra accidental.
Aunque estos problemas eran bien conocidos, la administración Johnson estaba bajo intensa presión política para desplegar un sistema ABM, especialmente porque se sabía que los soviéticos estaban construyendo uno propio. McNamara habló en público varias veces para explicar por qué no valía la pena implementar Nike-X, pero la presión continuó aumentando y el Congreso votó a favor de proporcionar fondos para el despliegue por encima de sus deseos. Cuando los chinos detonaron su primera bomba H en 1967, McNamara propuso construir un despliegue limitado que sería principalmente un sistema para defenderse de un ataque chino limitado. Esto alivió la presión para implementar un sistema más grande y, al mismo tiempo, mantuvo los costos bajo control. Sentinel se anunció el 18 de septiembre de 1967 y la construcción de la primera base Sentinel en las afueras de Boston comenzó en 1968.
Cuando Richard Nixon asumió el cargo en enero de 1969, la opinión pública se había convencido fuertemente contra los ABM. Los residentes de las ciudades que debían protegerse protestaron diciendo que simplemente las convertía en blanco de más bombas soviéticas, y hubo una serie de manifestaciones públicas bien organizadas contra el sistema. Nixon ordenó una revisión que sugería cambios radicales en el sistema, y el programa Sentinel fue cancelado en marzo de 1969 después de sólo 18 meses de existencia. En su lugar, se introdujo un sistema aún más ligero destinado principalmente a defender las bases de misiles de la USAF, el Programa Salvaguarda.